# انیگما (الماس)
انیگما (انگلیسی: The Enigma) بزرگترین الماس تراش خورده در جهان است که رکورد جهانی گینس را از سال ۲۰۱۶ در اختیار دارد. این الماس که ۵۵ وجه و ۵۵۵٫۵۵ قیراط (۱۱۱٫۱۱ گرم) وزن دارد، توسط ران گورنشتاین (بلژیک) سفارش و در سال ۲۰۰۴ پس از چندین سال برش و لایه برداری تکمیل شد. استفاده مکرر از عدد پنج در طراحی جواهر، عمدی و برگرفته از نماد خمسه، نوعی تعویذ و طلسم به شکل کف دست با پنج انگشت باز شده‌است که در میان مسلمانان و یهودیان خاورمیانه و شمال آفریقا رایج است. در فوریه ۲۰۲۲، انیگما در حراج‌خانه چندملیتی ساتبیز به بهای ۳٫۱۶ میلیون پوند و در جریان یک برنامهٔ حراج آنلاین فروخته شد. منشأ الماس نامشخص است، اما اعتقاد بر این است که یا نتیجه برخورد شهاب سنگی یا بخشی از یک سیارک است که بر روی زمین سقوط کرده‌است.